# Перевал Архарлы
Перевал Архарлы — упразднённый населённый пункт в Кербулакском районе Жетысуской области Казахстана. Входил в состав Жоламанского сельского округа. Исключен из учётных данных в 2010 г.

## Население
В 1999 году население населённого пункта составляло 12 человек (7 мужчин и 5 женщин). По данным переписи 2009 года, в населённом пункте проживало 48 человек (23 мужчины и 25 женщин).